# Enikő Eszenyi
Dans le nom hongrois Eszenyi Enikő, le nom de famille précède le prénom, mais cet article utilise l’ordre habituel en français Enikő Eszenyi, où le prénom précède le nom.
Enikő Eszenyi est une actrice hongroise née le 11 janvier 1961 à Csenger.

## Biographie
Enikő Eszenyi est diplômée de l'École supérieure d'art dramatique et cinématographique (Színház- és Filmművészeti Főiskola) de Budapest en 1983.
Elle joue dans Chemin de mort et anges, présenté au Festival de Cannes 1991.
Elle reçoit le prix Kossuth en 2001.

## Filmographie partielle
- 1988 : Eldorádó de Géza Bereményi
- 1996 : Haggyállógva Vászka de Péter Gothár
- 2003 : Kontroll de Nimród Antal